# Ray Allen
Walter Ray Allen, Jr. (Merced, Kalifornia, 1975. július 20. –) amerikai kosárlabdázó, az NBA profi játékosa. Korábbi csapatai: egyetemi éveiben a University of Connecticut Huskies, profiként a Milwaukee Bucks, a Seattle SuperSonics, Boston Celtics és a Miami Heat. Az NBA történetének egyik legjobb dobószázalékkal rendelkező játékosa a 3 pontos és a büntetődobások tekintetében. 2011. február 11-e óta ő vezeti a legtöbb 3 pontos dobást értékesítők listáját, tízszeres All-Star, a 2000-es olimpiai bajnok csapat tagja. Denzel Washington oldalán szerepelt az 1998-as Spike Lee rendezte He got Game (A játék ördöge) című nagy sikerű hollywoodi filmben.

## A kezdetek
Walter Ray a kaliforniai Castle Air Force bázison született Flora és Walter Allen harmadik gyermekeként. Édesapja katonai karrierje miatt gyermekként több helyen is megfordult a világban, többek között az angliai Saxmundham-ben, és Németországban. Gimnáziumi tanulmányait a dél-karolinai Dalzell-ben végezte, ahol a Hillcrest Gimnázium kosárlabdacsapatát állami bajnoki címre vezette.

## Egyetemi karrier
Allen egyetemi tanulmányait 1993 és 1996 között a University of Connecticut (UConn) neves amerikai egyetemen végezte, ahol All American státuszt szerzett, és 1995-ben az év legjobb amatőr kosárlabdázójának választották (USA Basketball's Male Athlete of the Year). Az 1995-96-os záró egyetemi szezonjában Allen bekerült az All-American első csapatába, és elnyerte a Big East legjobb játékosának járó címet. Allen egyetemi pályafutását 1.922 dobott pontjával harmadikként végezte a UConn (Connecticut Huskies) örök dobólistáján, és az 1995-96-os szezonban dobott 115 hárompontosával egyéni iskolai rekordot állított fel.
2001-ben, ünnepélyes keretek között választották meg a 25 tagú UConn All-Century Basketball Team kapitányává. 2007. február 5-én a Syracuse Orange elleni mérkőzés félidejében mezét visszavonultatták a UConn mérkőzéseinek otthont adó Gampel Pavilion-ban.

## NBA karrier

### Milwaukee Bucks (1996-2003)
Allent 1996-ban ötödikként a Minesota Timberwolwes választotta ki (draftolta), azonban őt és Andrew Lang-ot a negyedikként kiválasztott Stephon Marbury-ért elcserélték Milwaukee-ba. Legsikeresebb szezonja a Bucks-szal a 2000-01-es volt, amikor az All-Star hétvégén hárompontos dobó bajnok lett, és Sam Casell és Glenn Robinson oldalán a keleti döntőbe vezette csapatát, ahol 7 mérkőzésen alulmaradtak a 
Philadelphia 76ers-szel szemben.

### Seattle SuperSonics (2003–2007)
Allen a 2002-03-as szezon feléig maradt a Bucks-nál, miután Ronald Murray-el, és egykori UConn csapattársa Kevin Ollie-val egyetemben elcserélték a Sonics-hoz. A Bucks Gary Payton-ért és Desmond Mason-ért még egy első körös draft jogot is adott. A 2003-04-es sérülésekkel teli szezonját követően 2005-ben beválasztották az NBA legjobb második csapatába, és Rashard Lewis közreműködésével a Konferencia elődöntőjébe vezette csapatát.
A 2004-05-ös szezont követően 80 millió dollárért további 5 évre elkötelezte magát a szuperszonikusok mellett. A 2006-07-es szezon alapszakaszában karriercsúcsot jelentő meccsenkénti 26,4 pontot átlagolt, 4,5-es lepattanó és 4,1-es gólpassz átlag mellett.
A Seattle-i évek alatt Allen számos egyéni eredményt ért el. 2006. március 12-én az NBA történetének 97. játékosa lett, aki 15.000 pontot szerzett. 2006. április 7-én Reggie Miller mögé felzárkózva a második lett a hárompontos dobások örök ranglistáján. 2006. április 19-én a Denver Nuggets elleni mérkőzésen Dennis Scott 10 éves, az egy szezonban értékesített hárompontos dobások számát érintő rekordját adta át a múltnak. 2007. január 12-én egyéni csúcsot jelentő 54 pontot dobott a Utah Jazz elleni, 122-114-re hosszabbítás után megnyert mérkőzésen, amellyel második a Sonics házi ranglistáján. 2004 és 2007 között zsinórban négyszer volt All-Star válogatott.
A 2006-07-es szezon második felét bokasérülései miatt kihagyni kényszerült.

### Boston Celtics (2007–2012)
2007. június 28-án a Sonics elcserélte Allent Glen Davis-szel, a 2007-es NBA Draft 35. választottjával a Celtics-hez, Delonte West-ért, Wally Szczerbiak-ért és az ötödikként kiválasztott Jeff Green-ért. Július 31-én egy grandiózus csere folytán Kevin Garnett is csatlakozott a Boston Celtics csapatához, ahol a Larry Bird, Kevin McHale, Robert Parish egykori nagy sikerű bostoni trió után a sajtó Paul Pierce vezetésével kikiáltotta az új „Big Three”-t.
2007. november 4-én a Toronto Raptors ellen hosszabbítás után 98-95-re megnyert mérkőzésen dobott első hárompontosával elérte pályafutásának 17 000. pontját.
2008. február 13-án David Stern Allent nevezte meg, aki pótolhatja a sérült Caron Butlert az All-Star keleti csapatában. Bár az All-Star Game MVP címét LeBron James kapta, több elemző, köztük a TNT kommentátorai is úgy vélték, hogy azt Allennek kellett volna, aki a mérkőzés negyedik negyedében 2 és fél perc alatt 14 pontot szerzett, ezzel megpecsételve Kelet győzelmét.
2008. március 28-án a Milwaukee Bucks fennállásának 40. évfordulóján beválasztották a klub történetének 20 legjobbja közé a 3. legjobbnak, azonban a Celtics New Orleans Hornets elleni bajnoki mérkőzése miatt nem tudott részt venni az ünnepségen. Ebben az évben a Celtics 66-16-os mutatóval végzett a bajnokság élén és a legkedvezőbb helyzetből várta a playoffot. A csapat küszködött a playoff első két körében, minden idegenbeli mérkőzését elveszítve, azonban hazai mérkőzéseit tekintve máig fennálló playoff rekordot állított fel. Először a rájátszásba 8. helyen bejutott Atlanta Hawks-t, majd a 4. helyen bejutott Cleveland Cavaliers-t győzték le 4-3 arányban. A konferencia döntőben a Detroit Pistons felett aratott 4-2-es győzelemmel biztosították helyüket a döntőben.
2008. június 12-én Allen 48 pályán töltött perce alatt 19 ponttal és 9 lepattanóval járult hozzá ahhoz, hogy csapata a máig fennálló legnagyobb hátrányból történő felállást vigye véghez, úgy, hogy a mérkőzés második negyedében 24 pontos, a harmadik negyedében 20 pontos hátrányban voltak. Ezen a mérkőzésen Allen szerezte a mérkőzést eldöntő kosarat 16.4 másodperccel a vége előtt, 5 pontra növelve csapata előnyét, amelyet a Celtics már nem is engedett ki a kezéből.
2008. június 17-én a sorozat befejező, hatodik, a Celticsnek a Los Angeles Lakers felett aratott 131-92 arányú győzelmével zárult meccsén, Allen 7 sikeres 3 pontos dobásával beállította, és összesen 22 dobott hárompontosával megdöntötte az NBA döntők rekordját, elhomályosítva ezzel Dan Majerle és Derek Harper korábbi 17 dobásos teljesítményét.
2009. február 5-én az Orlando Magic védőjátékosa, Jameer Nelson pótlására Allen-t nevezték az NBA All-Star gálára. Ez volt Allen 9. jelölése és a második egymást követő év, hogy két csapattársával, Paul Pierce-el és Kevin Garnett-tel közösen vettek részt a gálán.
2009. február 22-én újabb klub rekordot döntött, sorozatban 72 sikeres büntetődobásával Larry Bird 71 dobásos rekordját adta át a múltnak.
A 2009-es rájátszás első körében újra a Chicago Bulls volt az ellenfél, az első mérkőzés keménynek bizonyult Allen számára. 1-11-es dobószázalékkal zárta a mérkőzést, csapata két ponttal kikapott. A második mérkőzésen Allen 30 pontja mellett értékesítette a mérkőzést eldöntő hárompontost is 2 másodperccel a mérkőzés vége előtt. A 6. mérkőzésen annak ellenére, hogy csapata kikapott, Allen 51 pontot szerzett. A Boston végül megnyerte a 7 mérkőzéses csatát.
2009. december 10-én Allen a Washington Wizards ellen szerzett 18 pontjával elérte karrierje 20,000. pontját, ezzel a liga 32. legeredményesebb játékosa lett.
2010. június 6-án a döntő második mérkőzésén Allen a Los Angeles Lakers felett aratott 103-94 arányú győzelem során 8/11-es mutatóval megdöntötte a döntők során dobott hárompontosok NBA rekordját. Michael Jordan egy félidő alatt dobott 6 hárompontos rekordját adta át a múltnak, amikor az első félidőben 7 sikeres dobást hajtott végre, ezzel beállítva Scottie Pippen és Kenny Smith korábbi, az első félidőben dobott hárompontosok számára vonatkozó rekordját. Allen lett az első játékos az NBA történetében, aki a döntőben két külön mérkőzésen legalább hét hárompontos dobást értékesített mérkőzésenként.
Miután 2010. július 1-jén szabad ügynökké vált, 2010. július 7-én újabb 2 éves szerződést írt alá a Boston Celtics-szel 20 millió dollárért.
2011. február 10-én az ősi rivális Los Angeles Lakers ellen vívott mérkőzés első negyedében Allen megdöntötte Reggie Miller kimagasló rekordját, aki karrierje során 2,560 hárompontos dobást értékesített. Miller – már szakkommentátorként – személyesen gratulált Allen-nek a mérkőzés alatt, aki két sikeres hárompontos dobásával (2,562) és összesen 20 pontjával segítette csapatát azon az estén, amikor azonban a Lakers 92-86-os idegenbeli győzelmet aratott.
A 2010-11-es szezonban Allent tizedik alkalommal jelölték az All-Star gálára csapattársaival, Rajon Rondóval, Paul Pierce-szel és Kevin Garnett-tel egyetemben. A gála alatt Allen részt vett a szokásos hárompontos dobó versenyen, azonban kikapott a Miami Heat játékosától, James Jones-tól.
Miami heat (2012-2014)
2012-ben a Miami Heathez igazolt Ray Allen.
2016. november 1-én hivatalosan is bejelentette visszavonulását a hárompontosok rekordere. Igaz az azt megelőző két évben nem lépett pályára, pályafutása utolsó mérkőzését a 2014-es döntőben játszotta.

## Színészi karrier
Allen 1998-ban szerepelt Denzel Washington oldalán Spike Lee, A játék ördöge (eredeti cím: He Got Game) című filmjében. A filmben alakított gimnazista kosaras Jesus Shuttlesworth karaktere után kapta a „Jézus” becenevet csapattársaitól és rajongótól.
További filmszerepe volt a 2001-es Harvard Man című filmben alakított Marcus Blake.

## Magánélet
Bár sohasem diagnosztizálták, Allen egy rögeszmés kényszerbetegség határesetében szenved, amelynek tökéletes dobóstílusát tulajdonítja. Saját bevallása szerint a különös szigorral betartott napi rutin, és a számtalan dobásgyakorlásnak köszönhető semmihez sem hasonlítható, tökéletes dobóstílusa, nem pedig Isten adta tehetségének, a módszeres és precíz kitartó gyakorlás hozta meg számára a sikereket.
Allen az Air Jordan brand tagja, ami a Nike leányvállalata, és önálló márkája.
Allen saját alapítványt hozott létre „Ray of Hope” néven, amellyel különböző közösségeknek juttat jótékony támogatást.